# Predejane
Predejane (en serbe cyrillique : Предејане) est une localité de Serbie située sur le territoire de la Ville de Leskovac, district de Jablanica. Au recensement de 2011, elle comptait 1 086 habitants.
Predejane est officiellement classé parmi les villages de Serbie.

## Démographie

### Évolution historique de la population
| 1948 | 1953 | 1961 | 1971 | 1981  | 1991  | 2002  | 2011  |
| ---- | ---- | ---- | ---- | ----- | ----- | ----- | ----- |
| 469  | 625  | 853  | 857  | 1 217 | 1 434 | 1 222 | 1 086 |

|  |